# Лёроль, Анри
Анри́ Лёро́ль (фр. Henry Lerolle; 4 октября 1848, Париж — 22 апреля 1929, там же) — французский художник, меценат и коллекционер.

## Биография и творчество
Учился в Академии Сюиса и в Школе изящных искусств у Луи Ламота.
Работы художника выставлялись в Парижском Салоне в 1868, 1885 и 1895 годах. В 1889 году Лёроль пишет фрески «Коронация науки» и «Учение о науке» для парижской мэрии Отель-де-Виль.
Для университета Сорбоны Лёроль пишет работу «Бегство в Египет», а для церкви Сен-Мартен-де-Шан картину на сюжет из жития святого Мартина, епископа и исповедника. Художник также принимал участие в оформлении частной парижской консерватории Schola Cantorum и монастыря доминиканцев в Дижоне.
В 1889 году Лёроль стал кавалером ордена Почётного легиона.
Картины Анри Лёроля находятся в коллекциях ведущих музеев мира: Метрополитен-музея, Музея изящных искусств (Бостон), Музея Орсе и Музея изобразительных искусств Сан-Франциско.

## Галерея

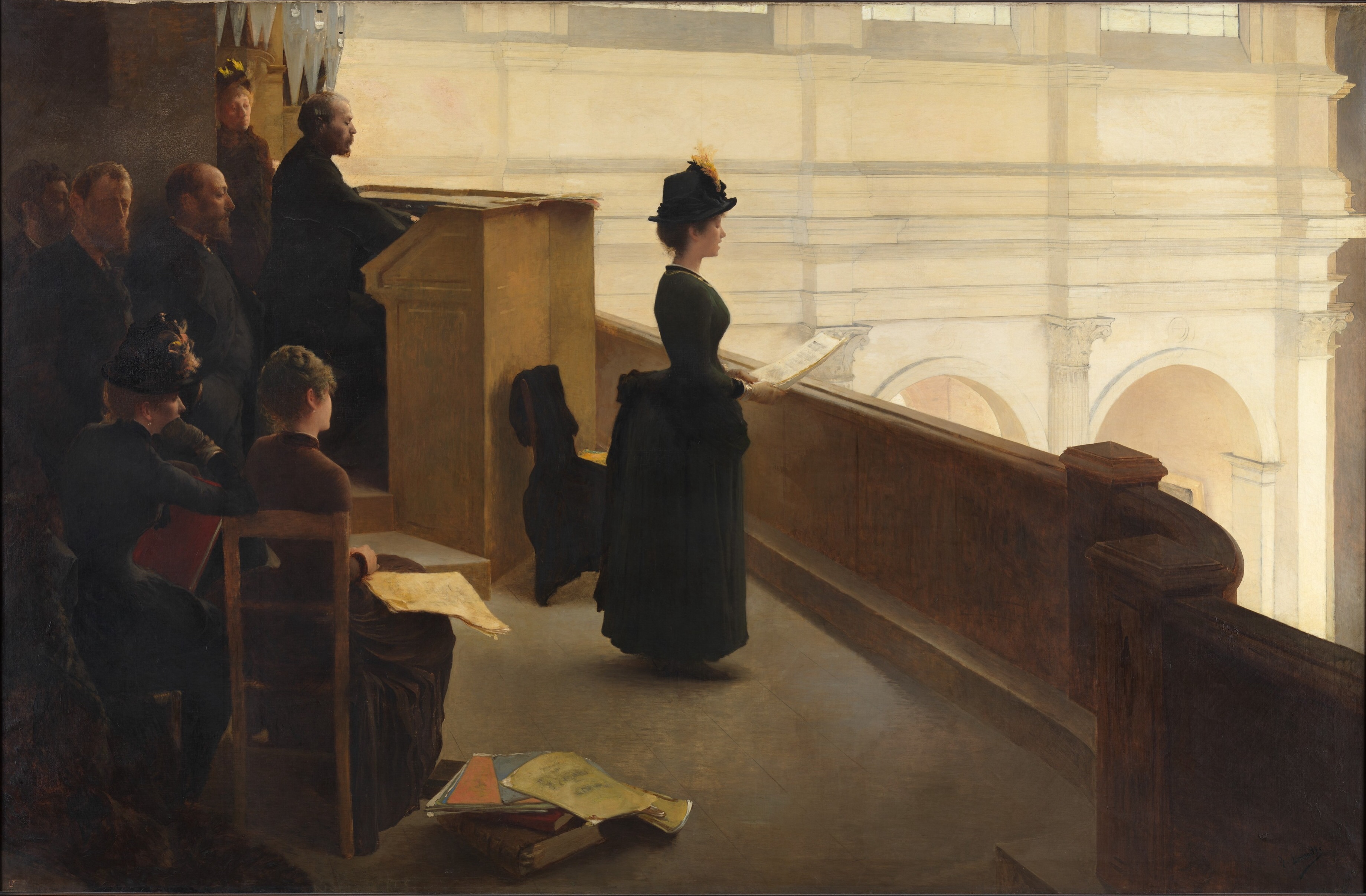
Репетиция с органом (1887) Метрополитен-музей
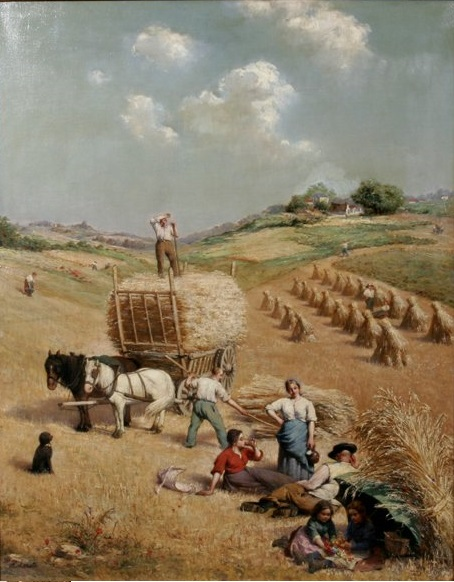
Полевые работы. 1890
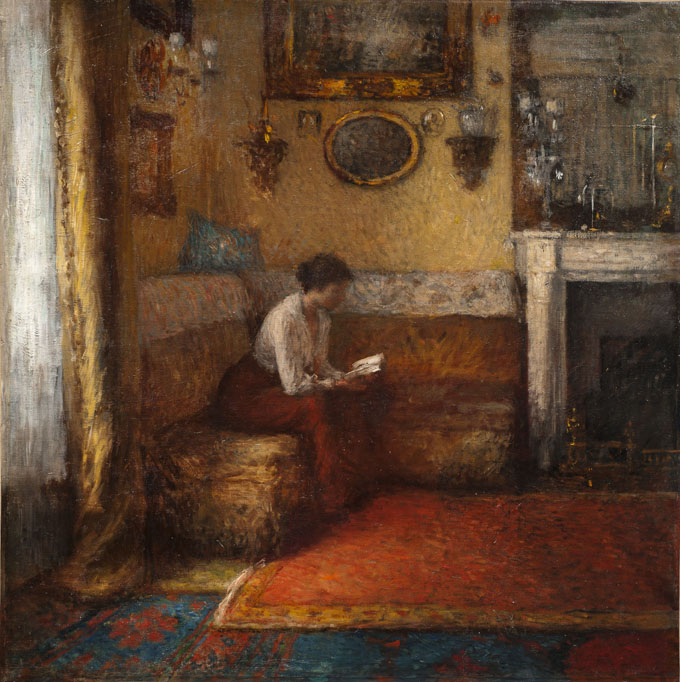
Женщина за чтением. Ок. 1900
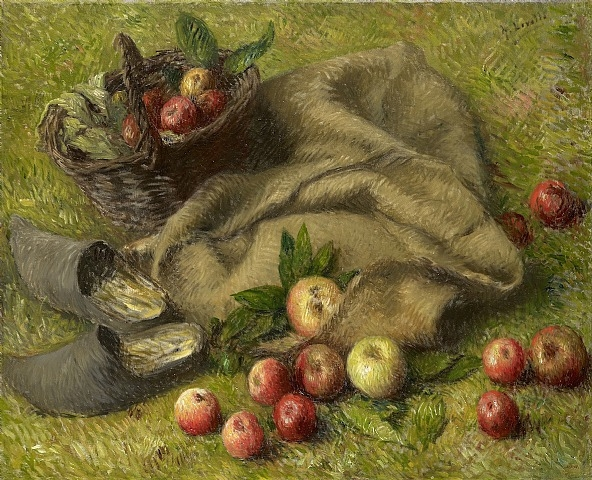
Натюрморт с яблоками и корзиной